# Sovande hundar
Sovande hundar (originaltitel: Schlafende Hunde ) är en tysk kriminal- och dramaserie från 2023. Serien är regisserad av Stephan Lacant och Francis Meletzky för strömningstjänsten Netflix, och den är baserad på serien The Exchange Principle från 2016. Första säsongen består av sex avsnitt och hade premiär den 22 juni 2023.

## Handling
Serien kretsar kring en tidigare högt uppsatt polisofficer och en ambitiös ung åklagare. När ett mord verkar ha kopplingar till en terrorattack för 18 månader är de tvingade att öppna upp utredningen som trodde var ett avslutat kapitel.

## Rollista i urval
- Max Riemelt – Mike Atlas
- Luise von Finckh – Jule Andergast
- Carlo Ljubek – Luka Zaric
- Peri Baumeister – Lenni Atlas
- Antonio Wannek – Roland Sokowski
- Melodie Wakivuamina – Britney Adebayo
- Melika Foroutan
- Martin Wuttke
- Helga Schmid
- Steffen Mennekes – Ralf Baum
- Bernd Hölscher
- Luna Jordan
- Tara Corrigan